# Макс Жакоб
Макс Жако́б (фр. Max Jacob; 12 липня 1876, Кемпер, Фіністер, Бретань, Франція — 5 березня 1944, концтабір Дрансі, Сена — Сен-Дені, Франція) — французький поет і художник єврейського походження.

## Біографія
Макс Жакоб походить з родини німецьких євреїв, що в 1825 році переселилися з Саарбрюкена в Бретань.
У 1890—91 роки проходив курс лікування Жан-Мартена Шарко.
Починаючи від 1897 року проживав у Парижі, публікуючись у численних виданнях як художній критик під псевдонімом Леон Давид.
У 1901 році заприятелював з Пабло Пікассо, а у 1904 році ввійшов у коло інтелектуалів і митців Ґійома Аполлінера, познайомився з Амедео Модільяні, Жоржем Браком, Андре Дереном, Анрі Руссо тощо.
У 1915 році Макс Жакоб вихрестився у католики.
В 1921—28 і 1936—44 роках жив у бенедиктинському монастирі Сен-Бенуа-сюр-Луар.
24 лютого 1944 як єврея і гомосексуала його було арештовано гестапо й ув'язнено в тюрьмі Орлеана, а потому відправлено до концтабору Дрансі, де за декілька днів він помер від запалення легенів.
Брат і сестра Жакоба так само загинули в нацистських концтаборах.

## Творчість і визнання
Макс Жакоб починав з книжок для дітей («Історія короля Кабула», 1903), неодноразово звертався до бретонського фольклору. Поезія Жакоба, сповнена гротеску і словесних розіграшів, є близькою до кубізму і сюрреалізму.
На вірші Жакоба писали музику Ерік Саті, Франсіс Пуленк, Анрі Соге. Відомі портрети поета пензля Модільяні, Пікассо, Кокто.
У 1949 році рештки Макса Жакоба були перенесені на цвинтар у Сен-Бенуа-сюр-Луар, а в 1960 році його офіційно було зараховано до поетів, що загинули за Францію. Ім'я Макса Жакоба накреслено на меморіальній дошці письменникам, полеглим упродовж 1939—45 рр., у меморіальному комплексі Пантеон у Парижі.

## Твори
- Saint-Matorel (1911, ілюстрації Пікассо)
- La Côte (1911)
- Œuvres burlesques et mystiques de Frère Matorel (1912, ілюстрації Дерена)
- Le Siège de Jérusalem‚ grande tentation céleste de Frère Matorel (1914, ілюстрації Пікассо)
- Le Cornet à dés (1917)
- Le phanérogame (1918, роман)
- La Défense de Tartufe (1919)
- Cinématoma (1920)
- Le laboratoire central (1921)
- Le Roi de Béotie (1921)
- Le Cabinet noir (1922)
- Art Poétique (1922)
- Filibuth ou la Montre en or (1923, роман)
- Le Terrain Bouchaballe (1923, роман)
- Visions infernales (1924, вірші у прозі)
- L'Homme de chair et l'Homme reflet (1924, роман)
- Les Pénitents en maillots roses (1925)
- Le fond de l'eau (1927)
- Le tableau de la Bourgeoisie (1929)
- Rivage (1931)
- Bourgeois de France et d'ailleurs (1932)
- Morceaux choisis (1936)
- Ballades (1938)
- Derniers poèmes (1945, посмертно)

## Фільм
- Монсеньор Макс / Monsieur Max — художній телефільм — Франція, 2006; реж. Габріель Агійон; вик. головн.ролі Жан-Клод Бріалі